# Çiğ köfte
Çiğ köfte, rå köttbulle, (turkiskt uttal: /tʃiː cʰøfte/) är en maträtt. Çiğ köfte återfinns framförallt i turkiska köket, men även i assyriska, syrianska och kurdiska köket. Det är en maträtt traditionellt tillagad med antingen nötkött eller lamm.
Det är ett turkiskt favoritmellanmål och en specialitet i sydöstra Turkiet, särskilt Şanlıurfa och Adıyaman.
På turkiska betyder çiğ "rå" och köfte betyder "köttbulle".